# Miramella changbaishanensis
Miramella changbaishanensis är en insektsart som beskrevs av Gong, J., Z. Zheng och Yong Shan Lian 1995. Miramella changbaishanensis ingår i släktet Miramella och familjen gräshoppor. Inga underarter finns listade i Catalogue of Life.